# Kvinnan gör mig galen
Kvinnan gör mig galen är en svensk svartvit komedifilm från 1948 med regi och manus av Börje Larsson. I rollerna ses bland andra Curt Masreliez, Margareta Fahlén och Naima Wifstrand.

## Om filmen
Inspelningen ägde rum mellan den 20 september och 10 november 1948 i Sandrews ateljéer i Stockholm. Fotograf var Hilmer Ekdahl, kompositör Charlie Norman och klippare Lennart Wallén. Filmen premiärvisades den 26 december 1948 på biograferna Saga i Eskilstuna och Grand i Linköping.

## Handling
Direktör Erik Cassander befinner sig i ekonomisk knipa och hans enda hopp står till en förmögen faster.

## Rollista
- Curt Masreliez – Erik Cassander, direktör för AB Erik Cassander Import - Export
- Margareta Fahlén – Ingrid Malm
- Naima Wifstrand – Charlotte Andersson, Eriks faster, säger sig vara Hulda, Eriks hushållerska
- Lillebil Kjellén – Sissi
- Stig Järrel – Stark, konstnär
- Georg Funkquist – Tizian Carlsson, konstskojare
- Douglas Håge – direktör Antonsson
- Elsa Ebbesen-Thornblad – Hulda, Charlottes trotjänarinna, utger sig för att vara Charlotte Andersson, Eriks faster
- Börje Mellvig – doktor Ironius
- Ingrid Envall – fröken Lind, Eriks sekreterare
- Eivor Engelbrektsson – fröken Menner
- Maj-Lis Lüning – fröken Willman

Ej krediterad
- Margaretha Bergström – barnsköterskan

### Fotnoter
1. 1 2 3  ”Kvinnan gör mig galen”. Svensk Filmdatabas. http://sfi.se/sv/svensk-filmdatabas/Item/?itemid=4251&type=MOVIE&iv=Basic&ref=/templates/SwedishFilmSearchResult.aspx?id%3d1225%26epslanguage%3dsv%26searchword%3dKvinnan+g%C3%B6r+mig+galen%26type%3dMovieTitle%26match%3dBegin%26page%3d1%26prom%3dFalse. Läst 18 april 2013.